# مایکل آلن (دوچرخه‌سوار)
مایکل آلن (انگلیسی: Michael Allen؛ زادهٔ ۲۰ مهٔ ۱۹۳۵) دوچرخه‌سوار اهل ایالات متحده آمریکا است. وی در بازی‌های المپیک تابستانی ۱۹۶۴ شرکت کرده است.